# دخلة الصحراء

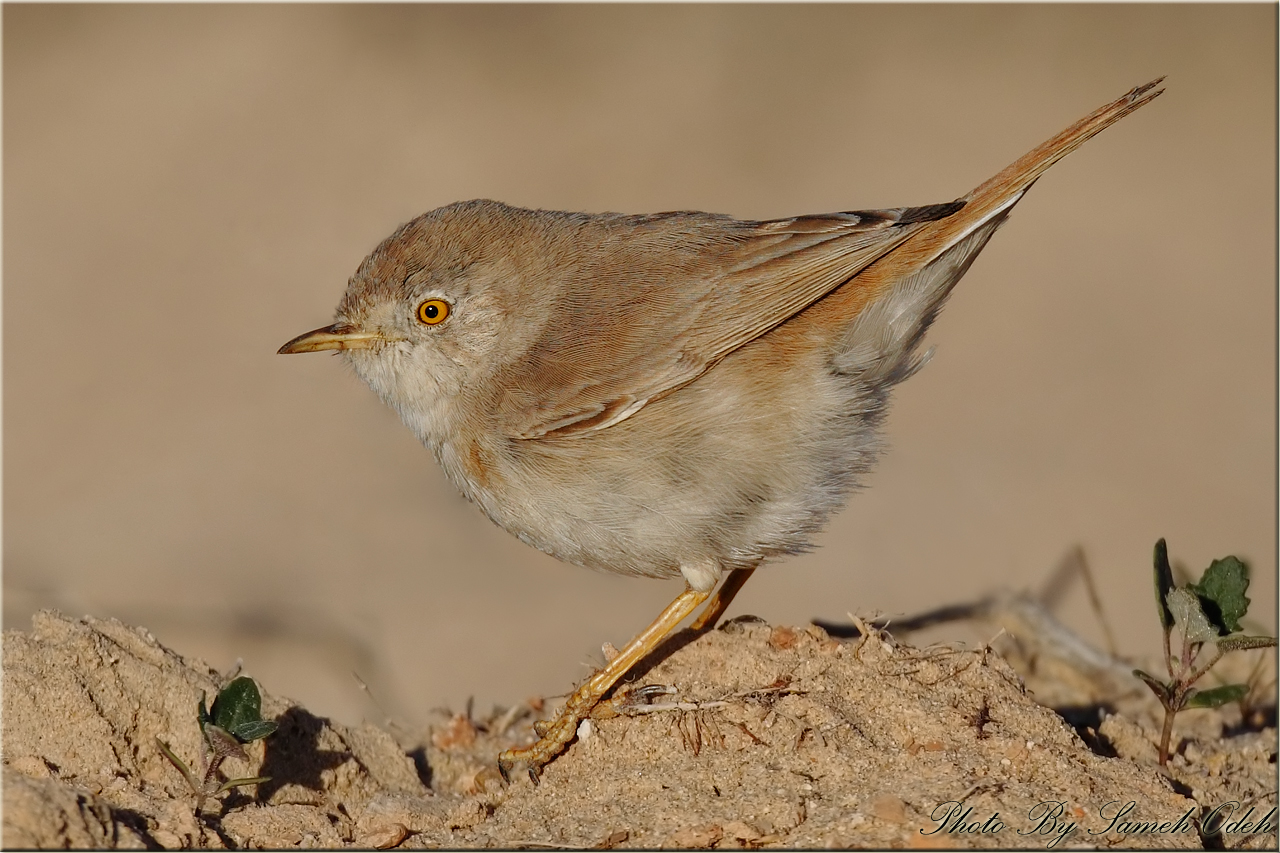

دخلة الصحراء يسمى أيضا هازجة الصحراء أو شوالة (الاسم العلمي: Sylvia nana) (بالإنجليزية: Asian Desert Warbler)‏، هو طائر ينتمي إلى طيور مغردة(فصيلة: Sylviidae).